# 댕댕이덩굴속
댕댕이덩굴속(Cocculus)은 방기과에 속하는 분류군이다.

## 하위 종
- 댕댕이덩굴(Cocculus trilobus)